# Hans-Jörg Thomaskamp
Hans-Jörg Thomaskamp (* 26. September 1957 in Dinslaken) ist ein deutscher Leichtathletiktrainer. Er war zunächst beim TSV Bayer Dormagen tätig. Derzeit betreut er beim TSV Bayer 04 Leverkusen die Hochspringer und Weitspringer.
Schützlinge von Thomaskamp sind oder waren:
- Roman Fricke, Deutscher Meister im Hochsprung 2003
- Mateusz Przybylko, Europameister Hochsprung 2018
- Sebastian Bayer, Europameister Weitsprung 2012
- Sebastian Kneifel, Hochspringer
- Sophia Sagonas (†), Hochspringerin
- Angela Dies, Weitspringerin
- Katharina Naumann, Weitspringerin
- Rens Blom, Stabhochsprung Weltmeister
- Lisa Kurschilgen, Weitspringerin

Für die Olympischen Sommerspiele 2004 in Athen wurde Thomaskamp vom NOK offiziell als Trainer akkreditiert. Er ist aktuell sportlicher Leiter der Leichtathletikabteilung des TSV Bayer 04 Leverkusen.
Thomaskamp ist verheiratet mit der ehemaligen Siebenkämpferin Sabine Everts.

## Auszeichnungen
- 2018: Felix (Trainer)